# Skanderbeg-Orden

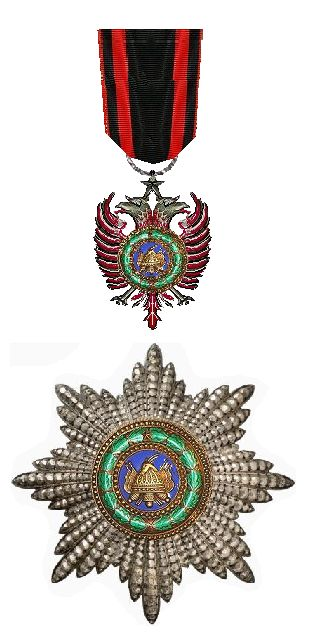
Ordenszeichen (1. Modell)

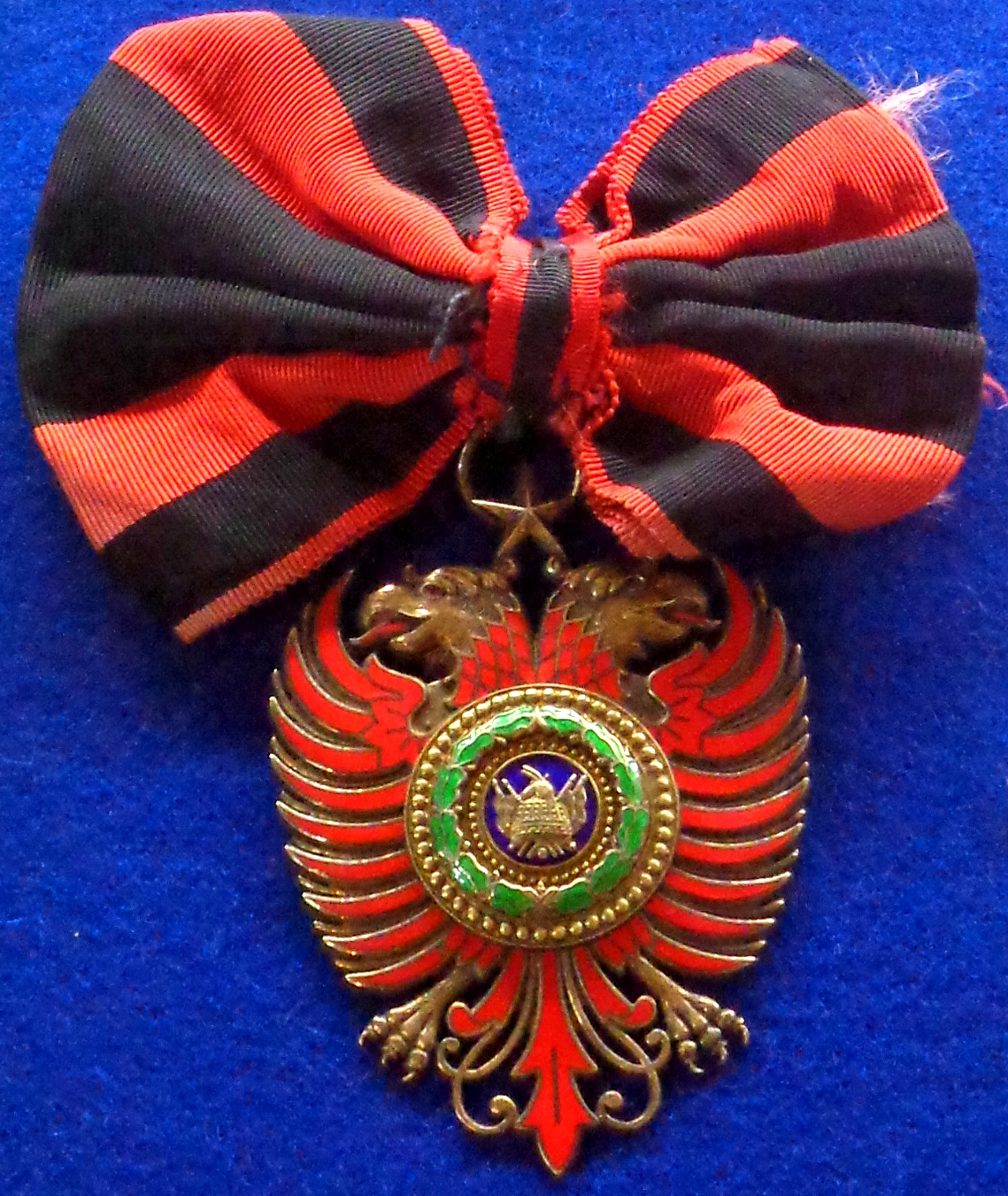
Ordenszeichen an der Damenschleife

Der Skanderbeg-Orden (sq. Urdhëri i Skënderbeut) wurde 1925 durch den albanischen Staatspräsidenten und späteren König Ahmet Zogu als Zivil- und Militärverdienstorden gestiftet. Nach der Okkupation des Landes 1939 nahm der italienische König Viktor Emanuel III. auch die albanische Königswürde an und verlieh den Orden bis 1943 in leicht veränderter Form.

## Ordensklassen
Der Orden besteht aus fünf Klassen
- Großkreuz
- Großoffizier
- Kommandeur
- Offizier
- Ritter

## Ordensdekoration
Das Ordenszeichen hat die Form eines Doppeladlers, ist aus vergoldeter Bronze gefertigt und teilweise rot emailliert. Auf der Brust des Adlers liegt ein kreisrundes Medaillon auf. Es zeigt in der Mitte auf blau emaillierten Grund den goldenen Helm des albanischen Nationalhelden Skanderbeg. Umschlossen ist das Medaillon von einem grün emaillierten Eichenkranz.
Das Offizierskreuz hat ein abweichende Form. Es ist ein weiß emaillierter fünfstrahliger Stern mit kleinen Kügelchen auf den Spitzen. Aufliegend ein Medaillon, das das Wappen Albaniens zeigt. Unter dem Stern sind zwei gekreuzte Säbel angebracht und der Stern wird von einem grün emaillierten Eichenkranz umschlossen. Überhöht ist das Ordenszeichen durch den Helm des Nationalhelden. 
1940 wurde das Medaillon des Ordenszeichens (2. Modell) verändert. Statt des Eichenkranzes war das Medaillon nun mit einer aus goldenen Schnüren gebildeten Ornamentik umschloss. Im unteren Halbkreis sind zudem zwei gekreuzte Liktorenbündel zu sehen. Weiteres Merkmal ist der nach links gewendete Tierkopf auf dem Hemd.
Bei dem Offizierskreuz entfielen die Kügelchen auf den Sternspitzen.

## Trageweise
Getragen wurde das Großkreuz an einer Schärpe von der rechten Schulter zur linken Hüfte sowie mit einem achtstrahligen Bruststern, auf dem das Medaillon des Ordenszeichens aufliegt. Großoffizier und Kommandeur dekorierten die Auszeichnung als Halsorden, Großoffiziere zusätzlich mit einem verkleinerten Bruststern. Das Offizierskreuz ist ein Steckkreuz und Ritter trugen die Auszeichnung am Band auf der linken Brustseite.
Das Ordensband ist schwarz mit roten Seiten- und Randstreifen.

## Sonstiges
Nachweislich erfolgten Verleihungen des Ordens bis in das Jahr 1945.
Mit der Machtübernahme der Kommunisten wurde 1945 eine Auszeichnung gleichen Namens geschaffen und bis 1990 verliehen.
Auch die Republik Albanien verleiht einen Skanderbeg-Orden, jetzt als Dekorata „Gjergj Kastrioti Skënderbeu“ bezeichnet.